# Estadio TP Mazembe
El Stade TP Mazembe es un estadio de fútbol situado en la ciudad de Lubumbashi, República Democrática del Congo. El estadio, inaugurado en 2011, tiene una capacidad para albergar a 18 500 espectadores y es el estadio donde el TP Mazembe de la Linafoot juega sus partidos en calidad de local.
En abril de 2010 se inició la construcción del nuevo estadio del club TP Mazembe Lubumbashi, recinto que cumplirá con los estándares requeridos por la Confederación Africana de Fútbol (CAF) para albergar competiciones internacionales, las nuevas instalaciones poseen sala de prensa VIP, estacionamientos para vehículos y césped sintético.
Hasta 2011 el TP Mazembe hizo uso del Stade Frederic Kibassa Maliba.